# Panthéon
För arrondissementet med samma namn, se 5:e arrondissementet. För andra byggnader och företeelser med liknande namn, se Pantheon (olika betydelser).

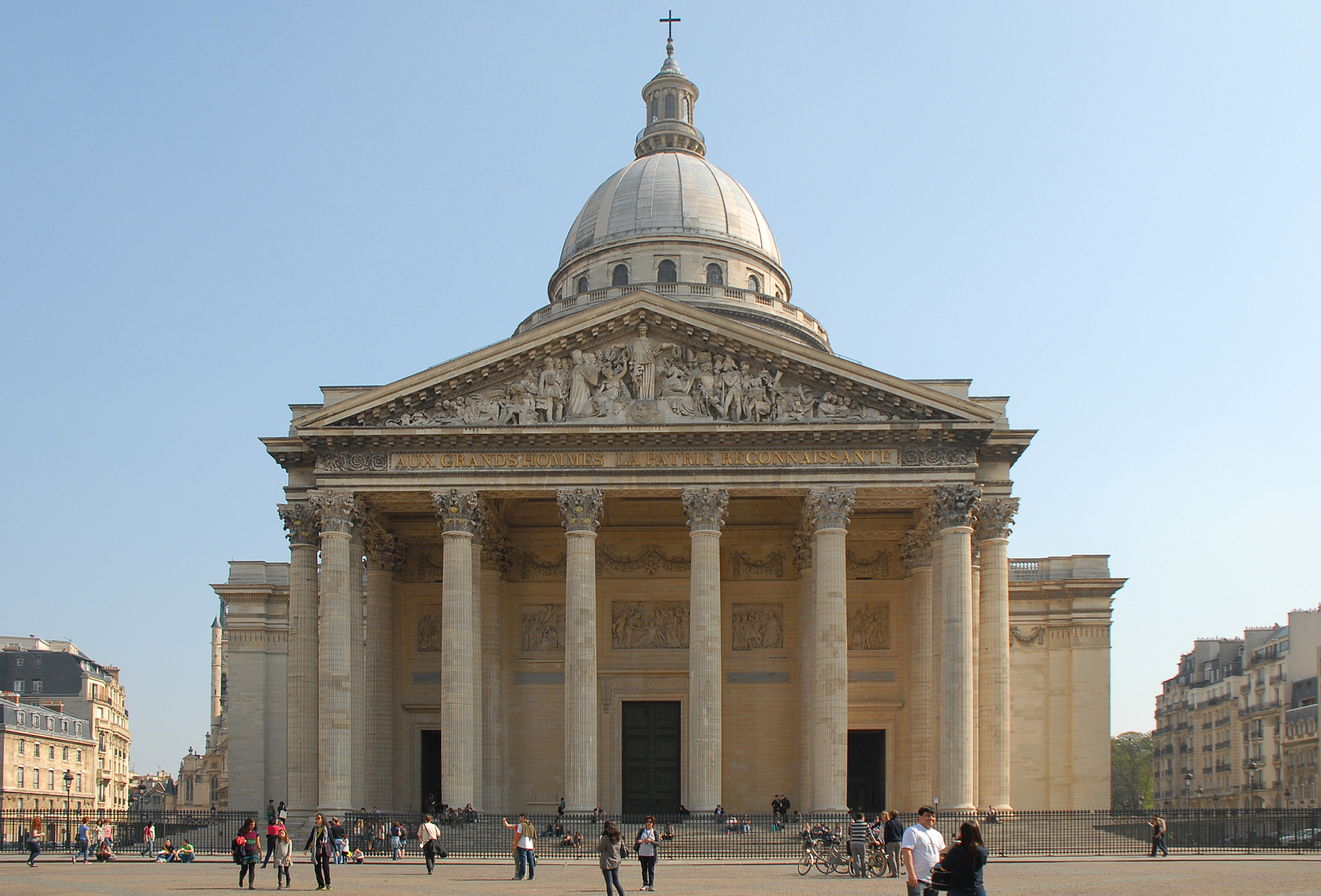
Panthéon i Paris.

Panthéon är en byggnad och ett turistmål vid Place du Panthéon i Latinkvarteret i det 5:e arrondissementet i Paris. Panthéon uppfördes åren 1758–1789 efter Jacques-Germain Soufflots ritningar. Ursprungligen var byggnaden en kyrka helgad åt den heliga Genoveva av Paris. Efter den franska revolutionen och sedan 1800-talet är byggnaden ett mausoleum för framstående franska medborgare. Bland annat vilar stoftet efter Voltaire, Jean-Jacques Rousseau, Emile Zola, Victor Hugo, Jean Moulin och en rad kända vetenskapare, till exempel Marie Curie, i byggnaden. Panthéon är även känt för att vara den plats där Léon Foucault gjorde sin första demonstration av Foucaultpendeln 1851 och det finns i dag en kopia av pendeln att se i Panthéon.